# 時代少年團
時代少年團（英語：Teens in Times，简称TNT）是时代峰峻旗下的第二代少年偶像組合。成員包括馬嘉祺、丁程鑫、 宋亞軒、劉耀文、張真源、严浩翔、賀峻霖。

## 成員資料
| 姓名   | 出生地           | 出生日期       |
| ------ | ---------------- | -------------- |
| 马嘉祺 | 中国河南省郑州市 | 2002年12月12日 |
| 丁程鑫 | 中国四川省资阳市 | 2002年2月24日  |
| 宋亚轩 | 中国山东省滨州市 | 2004年3月4日   |
| 刘耀文 | 中国重庆市       | 2005年9月23日  |
| 张真源 | 中国重庆市       | 2003年4月16日  |
| 严浩翔 | 中国广东省广州市 | 2004年8月16日  |
| 贺峻霖 | 中国四川省成都市 | 2004年6月15日  |

### 成團
- 2019年8月25日经粉丝投票於《台風蛻變之戰》宣布七人成团，由马嘉祺擔任时代少年团隊長。[1]
- 2019年10月11日发布团名。[2]
- 2019年11月21日，公布由成员共同选出的粉丝名爆米花。[3]
- 2019年11月23日，發布雙單曲《全校通报》及《无尽的冒险》正式出道。

## 演唱會 / 音樂會

### 音樂會
| 日期           | 主题                  | 地点 | 场馆                 | 演唱曲目 | 平台                                      | 備註                                                  |
| -------------- | --------------------- | ---- | -------------------- | --- | ----------------------------------------- | ----------------------------------------------------- |
| 2019年11月23日 | 《代號TNT》           | 北京 |                      | 演唱曲目 1. 全校通報 2. Clap Hip Cherry+24k Magic（賀峻霖） 3. 戀愛ING（嚴浩翔） 4. 稻香（張真源） 5. Turn Up（劉耀文） 6. 老男孩（宋亞軒） 7. 找自己+Dance show（丁程鑫） 8. 小星星（马嘉祺） 9. 無盡的冒險 | 爱奇艺                                    | 出道&新歌首唱會                                       |
| 2020年11月28日 | 《按时长大》          | 南京 | 南京奥林匹克体育中心 | 演唱曲目 1. Intro+少年美 2. 无尽的冒险 3. 皮囊（张真源） 4. 让一让（刘耀文） 5. 爱的就是你（宋亚轩、张真源、贺峻霖） 6. 相遇 7. 全校通报 8. 做我的猫（严浩翔、贺峻霖） 9. 情人（严浩翔、贺峻霖） 10. 凄美地（宋亚轩） 11. 画心（丁程鑫） 12. 只有我一个人觉得？ 13. 姐姐真漂亮 14. 我想你了（严浩翔） 15. 玫瑰少年（贺峻霖） 16. Energetic+YES or YES 純舞 17. 飘向北方（马嘉祺/严浩翔） 18. 剑雨江湖 19. 我爱你（马嘉祺） 20. Pretty Boy（丁程鑫、刘耀文） 21. 要你管 22. 梦游记 23. 爆米花                                                                                                   | QQ音乐                                    | 出道一周年演唱会（线上）                              |
| 2021年12月14日 | 《火力全开》          | 北京 |                      | 演唱曲目 1. 朱雀 2. 少年美 3. Y（严浩翔） 4. 百媚生（张真源） 5. 燕尾蝶（Dance Ver.）（丁程鑫、刘耀文、严浩翔、贺峻霖） 6. 燕尾蝶（Band Ver.）（马嘉祺、宋亚轩、张真源） 7. 傻瓜 8. 小小孩 9. 花田错 10. 我在人民广场吃炸鸡（丁程鑫） 11. 给我一个吻（宋亚轩） 12. 马（刘耀文） 13. 别叫我达芬奇（贺峻霖） 14. 让她降落（马嘉祺） 15. 相爱后动物感伤（马嘉祺、丁程鑫、刘耀文） 16. 咸鱼（宋亚轩、张真源、严浩翔、贺峻霖） 17. 我喜欢你 18. Dancing With A Stranger 与陌生人共舞 19. 少年时代 20. 爆米花                                                                                        | 哔哩哔哩                                  | 出道两周年演唱会（线上）                              |
| 2022年8月28日  | 《火力全开 · 无尽夏》 | 北京 |                      | 演唱曲目 1. Intro+男儿歌 2. 哪吒 3. 侠 4. 绝配 5. 无尽的冒险 6. 瑜（刘耀文、张真源、严浩翔） 7. Stalker 窥探者（丁程鑫、宋亚轩、贺峻霖） 8. 哭泣的游戏 9. 相遇 10. 爱人错过（丁程鑫、張真源、賀峻霖） 11. 不为什么（馬嘉祺、宋亞軒、劉耀文） 12. 醉 13. 左边右边（馬嘉祺、张真源、贺峻霖） 14. OKAY（丁程鑫、劉耀文、嚴浩翔） 15. 梦游记 16. 有你 17. 打开（馬嘉祺、宋亞軒、嚴浩翔） 18. 我终于失去了你 19. 我和我的祖国 20. 爆米花 | QQ音乐                                    | 出道三周年演唱会（线上）                              |
| 2023年5月2日   | 《理想之途》          | 海口 | 五源河体育场         | 演唱曲目 1. 百憂戒 2. 男儿歌 3. 背對地球奔跑 4. 耀眼的你（劉耀文） 5. 我的未来式（賀峻霖） 6. 若想念飞行（马嘉祺、嚴浩翔） 7. 煙花升停在星夜（宋亞軒、劉耀文） 8. 親親爱（丁程鑫、張真源、賀峻霖） 9. 姐姐真漂亮 + 絕配 10. H（严浩翔） 11. 5:23PM + 從今以后（宋亞軒） 12. 抬起头来（馬嘉祺、宋亞軒、張真源） 13. 孤獨怪物（丁程鑫、劉耀文、嚴浩翔、賀峻霖） 14. 少年美 15. 要你管 16. 输情歌 17. 爱的消亡史（張真源） 18. 陪你度過漫长岁月（丁程鑫） 19. 盛夏光年（馬嘉祺） 20. 给所有知道我名字的人 21. 理想之途 22. 無盡的冒险 23. 爆米花                                                  | 百視TV、支付宝                            | 《乌托邦少年》收官演唱会 东方风云榜三十周年音乐分享会 |
| 2023年11月18日 | 《樓外樓》            | 澳門 | 银河综艺馆           | 演唱曲目 1. 大時代 2. 要你管 3. 私奔 4. 躺著真舒服 5. 醉 6. 愛在終局之前（張真源） 7. 不枉（宋亚轩） 8. No Complaints（嚴浩翔） 9. Eyes For You（賀峻霖） 10. 疲憊的愛（宋亞軒、劉耀文） 11. 3650（馬嘉祺、丁程鑫、賀峻霖） 12. 漸暖 + 背對地球擁抱 13. 相遇 14. 愛到1440 15. 摯友 16. 新物種（丁程鑫） 17. FEEL ME（劉耀文） 18. 狼（馬嘉祺） 19. 痛苦的時候不能夠在一起，那還能叫伙伴嗎（張真源、嚴浩翔） 20. 樓外樓 21. 為你寫下這首情歌 22. 無盡的冒险 23. 夢遊記 | 快手                                      | 叁重楼暨出道四周年演唱会                              |
| 2023年11月19日 | 《樓外樓》            | 澳門 | 银河综艺馆           | 演唱曲目 1. 大時代 2. 要你管 3. 私奔 4. 躺著真舒服 5. 醉 6. 愛在終局之前（張真源） 7. 不枉（宋亚轩） 8. No Complaints（嚴浩翔） 9. Eyes For You（賀峻霖） 10. 漂浮群島（马嘉祺、丁程鑫） 11. 哈哈哈（宋亚轩、贺峻霖） 12. 我喜歡你 + 姐姐真漂亮 13. 相遇 14. 愛到1440 15. 摯友 16. 新物種（丁程鑫） 17. FEEL ME（劉耀文） 18. 狼（馬嘉祺） 19. 她沒在看我（劉耀文、張真源、嚴浩翔） 20. 樓外樓 21. 為你寫下這首情歌 22. 无尽的冒险 23. 爆米花 | 哔哩哔哩                                  | 叁重楼暨出道四周年演唱会                              |
| 2024年5月3日   | 《樓間樓》            | 重庆 | 龙兴足球场           | 演唱曲目 1. 楼外楼 2. 大时代 3. 孤单北半球 4. 爱到1440 5. 非我不可 6. 姐姐真漂亮 + 傻瓜 7. 慢冷（马嘉祺） 8. Last Night（刘耀文） 9. 年（张真源） 10. 蝴蝶（宋亚轩） 11. 夏天（丁程鑫/严浩翔/贺峻霖） 12. 少年美 13. Like I Would 14. 那些我没说的话 15. 好望角 16. 情歌 17. Monster（丁程鑫） 18. Scary Movie（严浩翔） 19. 缘故（贺峻霖） 20. 你点的歌救了我（宋亚轩/刘耀文） 21. 以灰之名（马嘉祺/张真源） 22. 男儿歌 23. 未闻花名 24. 爆米花 | 抖音                                      | 叁重楼演唱会                                          |
| 2024年5月4日   | 《樓間樓》            | 重庆 | 龙兴足球场           | 演唱曲目 1. 楼外楼 2. 大时代 3. 失恋阵线联盟 4. 爱到1440 5. 非我不可 6. 躺着真舒服 + 绝配 7. Monster（丁程鑫） 8. Last Night（刘耀文） 9. 缘故（贺峻霖） 10. Scary Movie（严浩翔） 11. 只要你快乐（马嘉祺/宋亚轩/张真源） 12. 理想之途 13. Like I Would 14. 那些我没说的话 15. 情歌 16. 慢冷（马嘉祺） 17. 蝴蝶（宋亚轩） 18. 年（张真源） 19. 老派恋情（丁程鑫/贺峻霖） 20. Colt. 45（刘耀文/严浩翔） 21. 男儿歌 22. 未闻花名 23. 无尽的冒险 24. 爆米花 | QQ音乐/酷狗音乐/酷狗音乐                  | 叁重楼演唱会                                          |
| 2024年8月16日  | 《楼非楼》            | 常州 | 常州奥林匹克体育中心 | 演唱曲目 1. 男儿歌 2. 哪吒 3. 醉 4. 天下 5. Find Me（严浩翔） 6. 焚风（丁程鑫/张真源/贺峻霖） 7. 蜉蝣（马嘉祺） 8. 4U（刘耀文） 9. 楼外楼 10. 百忧戒 11. 相遇 12. 那些我没说的话 13. 我喜欢你 14. 非我不可 15. 荼蘼（丁程鑫） 16. 偶像的黄昏（宋亚轩） 17. 谧境（贺峻霖） 18. 副温度（张真源） 19. 曾经我也想过一了百了（马嘉祺/严浩翔） 20. 窒息（宋亚轩/刘耀文） 21. 梦 22. 想见你想见你想见你 23. 无尽的冒险 24. 爆米花 | 快手                                      | 叁重楼演唱会                                          |
| 2024年8月17日  | 《楼非楼》            | 常州 | 常州奥林匹克体育中心 | 演唱曲目 1. 男儿歌 2. 哪吒 3. 醉 4. 天下 5. 荼蘼（丁程鑫） 6. 偶像的黄昏（宋亚轩） 7. 4U（刘耀文） 8. 耻辱柱（严浩翔/贺峻霖） 9. 楼外楼 10. 要你管 11. 相遇 12. 那些我没说的话 13. 姐姐真漂亮 14. 非我不可 15. 崇拜（马嘉祺/宋亚轩/张真源） 16. Find Me（严浩翔） 17. 谧境（贺峻霖） 18. 副温度（张真源） 19. 蜉蝣（马嘉祺） 20. Wake Up（丁程鑫/刘耀文） 21. 梦 22. 想见你想见你想见你 23. 无尽的冒险 24. 爆米花 | 快手                                      | 叁重楼演唱会                                          |
| 2024年8月23日  | 《楼非楼》            | 澳門 | 银河综艺馆           | 演唱曲目 1. 男儿歌 2. 哪吒 3. 醉 4. 天下 5. 沒時間後悔（马嘉祺） 6. Julia（宋亚轩） 7. 克卜勒（丁程鑫） 8. One More Night（刘耀文） 9. 楼外楼 10. 我不想改變世界我只想不被世界改變 11. 相遇 12. 那些我没说的话 13. Love Scenario 14. 非我不可 15. 污漬（张真源） 16. 一天（贺峻霖） 17. Got It Bad（严浩翔） 18. 黑色柳丁（丁程鑫/宋亚轩/刘耀文） 19. Simon（马嘉祺/贺峻霖） 20. 認輸（张真源/严浩翔） 21. 梦 22. 乾杯 23. 无尽的冒险 24. 爆米花 | 哔哩哔哩                                  | 叁重楼演唱会                                          |
| 2024年8月24日  | 《楼非楼》            | 澳門 | 银河综艺馆           | 演唱曲目 1. 男儿歌 2. 哪吒 3. 醉 4. 天下 5. 沒時間後悔（马嘉祺） 6. Julia（宋亚轩） 7. 克卜勒（丁程鑫） 8. One More Night（刘耀文） 9. 楼外楼 10. 我不想改變世界我只想不被世界改變 11. 相遇 12. 那些我没说的话 13. Love Scenario 14. 非我不可 15. 污漬（张真源） 16. 一天（贺峻霖） 17. Got It bad（严浩翔） 18. 給你的快樂（马嘉祺/丁程鑫） 19. 你會找到我（宋亚轩/张真源） 20. Love Boy 88（刘耀文/严浩翔/贺峻霖） 21. 夢 22. 乾杯 23. 无尽的冒险 24. 爆米花 | 哔哩哔哩                                  | 叁重楼演唱会                                          |
| 2024年11月23日 | 《一起走过的日子》    | 重庆 | 龙兴足球场           | 演唱曲目 1. 朱雀 2. 当 3. 楼外楼 4. 达拉崩吧（宋亚轩／张真源／贺峻霖） 5. Sugar（刘耀文） 6. The Beast（严浩翔） 7. 姐姐真漂亮 8. 只有我一个人觉得 9. 我的朋友 10. Silence（贺峻霖） 11. Soufflé（丁程鑫） 12. 落叶归根（宋亚轩） 13. 心中的日月（马嘉祺／刘耀文） 14. 月夜狂想曲 15. 理想之途 16. 镜花水月 （张真源） 17. 蜚蜚（马嘉祺） 18. 流行（丁程鑫／严浩翔） 19. 睫毛弯弯（马嘉祺／刘耀文／张真源／严浩翔） 20. 怪美的 + 大艺术家（丁程鑫／宋亚轩／贺峻霖） 21. 要你管 + Beat It 22. 她来听我的演唱会 23. 有你 24. 有你的季节 25. 无尽的冒险 26. 还会再相遇 27. 爆米花 28. 全校通报    | 快手                                      | 出道五周年演唱会                                      |
| 2024年11月24日 | 《一起走过的日子》    | 重庆 | 龙兴足球场           | 演唱曲目 1. 朱雀 2. 当 3. 楼外楼 4. 走马（马嘉祺／宋亚轩） 5. Sugar（刘耀文） 6. The Beast（严浩翔） 7. 只有我一个人觉得 8. 我的朋友 9. 姐姐真漂亮 10. Silence（贺峻霖） 11. Soufflé（丁程鑫） 12. 落叶归根（宋亚轩） 13. 左边（张真源／贺峻霖） 14. 月夜狂想曲 15. 理想之途 16. 镜花水月 （张真源） 17. 蜚蜚（马嘉祺） 18. You'll Never Know（丁程鑫／刘耀文／严浩翔） 19. 睫毛弯弯（马嘉祺／刘耀文／张真源／严浩翔） 20. 怪美的 + 大艺术家（丁程鑫／宋亚轩／贺峻霖） 21. 要你管 + Beat It 22. 她来听我的演唱会 23. 有你 24. 有你的季节 25. 无尽的冒险 26. 还会再相遇 27. 爆米花 28. 全校通报 | 哔哩哔哩                                  | 出道五周年演唱会                                      |
| 2025年5月3日   | 《冠岁》              | 海口 | 五源河体育场         | 演唱曲目 1. 大時代 2. 哪吒 3. 理想之途 4. Kill Night 耀（劉耀文） 5. 芥（丁程鑫） 6. 萬物盛開法則（馬嘉祺、嚴浩翔、賀峻霖） 7. 萬花鏡（張真源） 8. 喂+失戀循環（宋亞軒） 9. 至少我還算快樂 10. 那些我沒說的話 11. 愛久見人心 12. The Greatest Show(馬嘉祺) 13. 黑暗的盡頭（丁程鑫、張真源） 14. 你在哪裡（宋亞軒、劉耀文） 15. 殘影（賀峻霖） 16. 冬眠（嚴浩翔） 17. 少年美 18. 夢 + Die For You 19. 好望角（Hakuna Matata ver.） 20. 全世界我最美 21. 卧室巨星 22. 掌聲響起 23. 爆米花 24. 無盡的冒險 25. 桃花朵朵開 26. 還會再相遇                                                           | QQ音乐/酷狗音乐/酷狗音乐                  | 加冠礼演唱会                                          |
| 2025年5月4日   | 《冠岁》              | 海口 | 五源河体育场         | 演唱曲目 1. 大時代 2. 哪吒 3. 理想之途 4. Kill Night 耀（劉耀文） 5. 芥（丁程鑫） 6. 霓虹甜心（丁程鑫、劉耀文、張真源） 7. 萬花鏡（張真源） 8. 喂+失戀循環（宋亞軒） 9. 至少我還算快樂 10. 那些我沒說的話 11. 那女孩對我説 12. The Greatest Show(馬嘉祺) 13. 阿楚姑娘（馬嘉祺、宋亞軒） 14. 茫（嚴浩翔、賀峻霖） 15. 殘影（賀峻霖） 16. 冬眠（嚴浩翔） 17. 少年美 18. 夢 + Die For You 19. 好望角（Hakuna Matata ver.） 20. 全世界我最美 21. 卧室巨星 22. 掌聲響起 23. 爆米花 24. 無盡的冒險 25. 漸暖 26. 啟程                                                                                 | 哔哩哔哩                                  | 加冠礼演唱会                                          |
| 2025年7月25日  | 《冠軍》              | 大連 | 大連體育中心體育場   | 演唱曲目 1. 俠 2. 百憂戒 3. 男兒歌 4. 三天三夜（馬嘉祺、丁程鑫、張真源） 5. 愛是懷疑（宋亞軒） 6. 那些年（賀峻霖） 7. Euphoria 亢奋（嚴浩翔） 8. FlexXX（劉耀文） 9. 对面的女孩看过来 10. 全世界我最美 11. 姐姐真漂亮 12. 討厭紅樓夢(宋亞軒、嚴浩翔) 13. Brave Heart （張真源） 14. 我愛TA（馬嘉祺） 15. Crush（劉耀文、賀峻霖） 16. 戀我癖（丁程鑫） 17. 樓外樓 18. 要你管 19. X 20. 登頂 21. 小小孩 22. 卧室巨星 23. 爆米花 24. 無盡的冒險 25. 躺著真舒服 26. 偶像萬萬歲 | 快手／QQ音樂／酷我音樂／酷狗音樂／全民K歌 | 加冠礼演唱会                                          |
| 2025年7月26日  | 《冠軍》              | 大連 | 大連體育中心體育場   | 演唱曲目 1. 俠 2. 百憂戒 3. 男兒歌 4. 自由（宋亞軒、嚴浩翔、賀峻霖） 5. FlexXX（劉耀文） 6. 我愛TA（馬嘉祺） 7. 戀我癖（丁程鑫） 8. Brave Heart （張真源） 9. 對面的女孩看過來 10. 全世界我最美 11. 姐姐真漂亮 12. 愛是懷疑（宋亞軒） 13. 那些年（賀峻霖） 14. 我的名字(馬嘉祺、丁程鑫) 15. Jessiya（劉耀文、張真源） 16. Euphoria 亢奋（嚴浩翔） 17. 樓外樓 18. 要你管 19. X 20. 登頂 21. 小小孩 22. 卧室巨星 23. 愛到1440 24. 躺著真舒服 25. 偶像萬萬歲 | 哔哩哔哩                                  | 加冠礼演唱会                                          |
| 2025年8月20日  | 《冠軍》              | 上海 | 上海體育場           | 演唱曲目 | 快手                                      | 加冠礼演唱会                                          |
| 2025年8月21日  | 《冠軍》              | 上海 | 上海體育場           | 演唱曲目 | 快手                                      | 加冠礼演唱会                                          |
| 2024年8月23日  | 《冠軍》              | 上海 | 上海體育場           | 演唱曲目 | 快手                                      | 加冠礼演唱会                                          |
| 2025年8月24日  | 《冠軍》              | 上海 | 上海體育場           | 演唱曲目 | 快手                                      | 加冠礼演唱会                                          |

{| class="wikitable" style="text-align:center" 
|-style="background:#FFFF00;color:black; font-weight:bold" align="center"
!日期
!主题
!地点
!平台
!備註
|-
|2020年1月11日
|2020新年音乐会-重逢
|重庆
|百視TV
|TF家族新年音乐会
|-
|2022年11月26日
| 东方风云榜奔向30音乐分享会《3时有声》
|rowspan=2|北京
|百視TV
|出道三周年音樂會（线上直播）
|-
|2023年8月27日
|《造夏》音乐分享会
|时代少年团官博/哔哩哔哩
|线上录制
|-
|2025年1月18日-1月19日
|2025TF家族新年音樂會-熱愛
|澳門
|TF家族官博/嗶哩嗶哩
|TF家族新年音乐会
|}

## 活动演出
| 2019年 - 2025年 | 2019年 - 2025年                         | 2019年 - 2025年                                  | 2019年 - 2025年 |
| 日期            | 活動名稱                                | 表演歌曲                                         | 備註 |
| 2019年          | 2019年                                  | 2019年                                           | 2019年 |
| --------------- | --------------------------------------- | ------------------------------------------------ | --- |
| 11月10日        | 2019天猫双11狂欢夜                      | 霍元甲                                           | |
| 12月6日         | 2020愛奇藝尖叫之夜                      | 全校通報                                         | |
| 12月8日         | 第一届騰訊音樂娛樂盛典                  | 無盡的冒險                                       | |
| 12月31日        | 2020湖南衛視跨年演唱會                  | 無盡的冒險                                       | |
| 2020年          |                                         |                                                  | |
| 7月19日         | 第27屆東方風云榜音樂盛典                | 無盡的冒險                                       | |
| 8月17日         | 2020東方衛視818超級秀                   | 姐姐真漂亮 + 寵愛                                | |
| 10月3日         | TOP榮耀時刻                             | 姐姐真漂亮 + 相遇                                | |
| 10月30日        | 江蘇衛視一千零一夜晚會                  | 姐姐真漂亮                                       | 合作舞台 |
| 11月10日        | 北京卫视超級秀                          | 劍雨江湖 + 相遇                                  | |
| 12月5日         | 《演員請就位第二季》終極盛典            | 少年美                                           | |
| 12月6日         | QQ音乐撲通心動表彰大會                  | 要你管 + 只有我一個人覺得                        | |
| 12月11日        | 湖南衛視1212超拼夜                      | 要你管 + Forever Young + 光陰的故事              | <<光陰的故事>>為合作舞台 |
| 12月20日        | 騰訊視頻星光大赏                        | 只有我一個人覺得 + 要你管                        | |
| 12月31日        | 2021东方卫视跨年晚会                    | 只有我一個人覺得 + 要你管                        | |
| 2021年          |                                         |                                                  | |
| 1月22日         | 直通春晚                                | 少年美 + 青春的起點 + 要你管                     | |
| 2月4日          | 2021湖南卫视春晚                        | 2020年熱曲串燒 + 姐姐真漂亮                      | |
| 2月11日         | 2021年央视春晚                          | 奔跑的青春                                       | 合作舞台 |
| 2月28日         | 2020微博之夜                            | 要你管                                           | |
| 3月10日         | 錦繡小康 - “中國夢”系列歌曲音樂會       | 贊贊新時代                                       | |
| 6月1日          | 2021年央视六一晚会                      | 摘星少年                                         | 馬嘉祺、丁程鑫、張真源及劉耀文 缺席此次活动 |
| 6月27日         | 电影之歌•唱响保定                       | 弹起我心爱的土琵琶                               | 丁程鑫、宋亞軒、劉耀文及嚴浩翔 缺席此次活动 |
| 8月18日         | 湖南卫视汽车之家818全球汽车夜           | 朱雀 + 我喜歡你                                  | |
| 11月4日         | 潮起中国非遗焕新夜                      | 朱雀                                             | |
| 11月10日        | 2021天猫双11狂欢夜                      | 哪吒 + 朱雀                                      | |
| 11月13日        | 全球中文音乐榜上榜年度盛典              | 朱雀 + 少年時代 + 小小孩                         | |
| 11月17日        | 第28届东方风云榜音乐盛典                | 少年時代                                         | 丁程鑫及张真源缺席此次活动 |
| 12月11日        | 第三届腾讯音乐娱乐盛典                  | 醉 + 无尽的冒险 + 男儿歌                         | 丁程鑫及张真源缺席此次活动 |
| 12月31日        | 2022东方卫视跨年晚会                    | 民歌串燒 + 大中國 + 我們都有一個家 + 男儿歌      | 马嘉祺缺席此次活动 |
| 2022年          |                                         |                                                  | |
| 1月5日          | 百花迎春 - 中国文学艺术界2022春节大联欢 | 青春走在新征程                                   | 合作舞台 马嘉祺及丁程鑫缺席此次活动 |
| 2月1日          | 2022北京卫视春晚                        | 致敬勇士                                         | 马嘉祺缺席此次活动 |
| 5月4日          | 2022年央视五四晚会                      | 入海                                             | 合作舞台 马嘉祺、宋亚轩、严浩翔及贺峻霖 缺席此次活动                                                                                              |
| 6月1日          | 2022年央视六一晚会                      | 最美中国画                                       | 马嘉祺、宋亚轩、严浩翔及贺峻霖 缺席此次活动 |
| 6月16日         | 2022Bilibili夏日毕业歌会                | New Boy + 你要快乐                               | 丁程鑫、劉耀文及張真源为線上錄制 马嘉祺、宋亚轩、严浩翔及贺峻霖 缺席此次活动                                                                      |
| 8月13日         | 第十二届北京国际电影节开幕式典礼        | 动人的歌谣                                       | 经典电影歌曲串燒 |
| 9月10日         | 2022年央视秋晚                          | 我们会更好                                       | 合作舞台 |
| 11月25日        | 第29届东方风云榜音乐盛典                | 百忧戒                                           | |
| 12月31日        | 2023东方卫视跨年晚会                    | 时代青春曲 + 百忧戒 + 理想之途                   | |
| 2023年          |                                         |                                                  | |
| 1月14日         | 快手一千零一夜老铁春晚                  | 渐暖 + 那群傻瓜                                  | |
| 1月15日         | 2023湖南卫视春晚                        | 有你的季节 + 波斯猫                              | |
| 1月22日         | 2023北京台春晚                          | 男儿歌                                           | |
| 2月5日          | 2023湖南卫视元宵喜乐会                  | 百忧戒 + 第一天                                  | |
| 3月25日         | 2022微博之夜                            | 百忧戒                                           | |
| 5月3日          | 北京卫视五四歌会                        | 百忧戒                                           | |
| 6月1日          | 2023年央视六一晚会                      | 红蜻蜓                                           | |
| 7月16日         | 2023马栏山芒果节 - 不设限毕业礼         | 少年时代 + 理想之途                              | |
| 8月28日         | 第30届东方风云棒！音乐盛典              | 躺着真舒服                                       | |
| 9月26日         | 2023微博音乐盛典                        | 躺着真舒服                                       | 贺峻霖缺席此次活动 |
| 9月29日         | 湖南卫视中秋之夜                        | 歌曲串烧2023 + 躺着真舒服                        | |
| 11月10日        | 天貓雙11驚喜夜                          | 花心 + 我喜歡你 + Up to me + 姐姐真漂亮 + 樓外樓 | 《花心 + 我喜欢你》 为马嘉祺、宋亚轩及张真源 与其他艺人的合作舞台 《Up to Me + 姐姐真漂亮》 为丁程鑫、刘耀文、严浩翔及贺峻霖 与其他艺人的合作舞台 |
| 12月16日        | 动感20周年音乐盛典                      | 我的地盘 + 无尽的冒险 + 有何不可 + 爱到1440      | |
| 12月31日        | 2024湖南卫视跨年晚会                    | 爱到1440 + 奇迹再现                              | 《奇迹再现》為合作舞台 |
| 2024年          |                                         |                                                  | |
| 1月13日         | 2023微博之夜                            | 爱到1440                                         | |
| 2月3日          | 2024湖南卫视春晚                        | 有点甜 + 少年美                                  | |
| 2月8日          | 2024川渝春晚                            | 渐暖                                             | 馬嘉祺、宋亚轩及严浩翔 缺席此次活动 |
| 2月10日         | 2024北京台春晚                          | 大时代                                           | |
| 2月10日         | 2024东方卫视春晚                        | 一起吃苦的幸福                                   | |
| 2月24日         | 2024湖南卫视元宵喜乐会                  | 金风玉露 + 非我不可                              | |
| 7月13日         | 无限宠AI青春芒果夜                      | 好望角 + 无尽的冒险 + 大时代                     | |
| 8月26日         | 第31届东方风云榜音乐盛典                | 夢                                               | 劉耀文缺席此次活动 |
| 9月25日         | 第二屈騰訊音樂娛樂盛典                  | 夢                                               | |
| 10月27日        | 王者榮耀共創之夜                        | 這一刻鐘                                         | 舞台首秀 |
| 11月10日        | 湖南衛視天貓雙十一瘋狂好六夜            | 七 + 夢                                          | 《七》為合作舞台 |
| 12月31日        | 湖南衛視跨年晚會                        | 月夜狂想曲 + ring ring ring+ 臥室巨星 + 我要你管 | 《我要你管》為合作舞台 |
| 2025年          |                                         |                                                  | |
| 1月11日         | 2024微博之夜                            | 臥室巨星                                         | |
| 1月23日         | 2025湖南衛視春晚                        | 還會再相遇 + 男兒歌                              | |
| 1月24日         | 網絡視聽盛典                            | 醉                                               | |
| 1月28日         | 2025央視春晚-重慶分會場                 | 慶‧新春                                          | 合作舞台 |
| 1月29日         | 2025北京衛視春晚                        | 得意的笑                                         | |

## 雜誌寫真
| 年份   | 期數   | 雜誌名稱  | 備註   |
| ------ | ------ | --------- | ------ |
| 2020年 | 1月刊  | 芭莎男士  | 電子刊 |
| 2020年 | 6月刊  | OK!精彩   | 封面   |
| 2020年 | 8月刊  | 博客天下  | 封面   |
| 2021年 | 12月刊 | 时尚COSMO | 封面   |
| 2022年 | 9月刊  | T         | 封面   |
| 2023年 | 1月刊  | 嘉人      | 封面   |
| 2023年 | 8月刊  | ELLE      | 封面   |
| 2024年 | 5月刊  | GQ        | 封面   |
| 2024年 | 11月刊 | 時尚芭莎  | 封面   |

## 获奖及荣誉
| 年份    | 日期     | 活动名称                                    | 奖项或荣誉                               | 参考  |
| ------- | -------- | ------------------------------------------- | ---------------------------------------- | ----- |
| 2019年  | 12月6日  | 2020愛奇藝尖叫之夜                          | 年度潛力組合                             | [ 4 ] |
| 2019年  | 12月8日  | 第一届腾讯音乐娱乐盛典                      | 年度新聲代團體獎                         |       |
| 2020年  | 7月19日  | 第27屆东方风云榜音樂盛典                    | 最佳新銳組合                             |       |
| 2020年  | 12月6日  | QQ音樂撲通心動表彰大會                      | 年度人氣偶像團體                         |       |
| 2020年  | 12月20日 | 腾讯视频星光大赏                            | 年度大勢組合                             |       |
| 2021年  | 1月20日  | 微博综艺大赏                                | 人气團體                                 |       |
| 2021年  | 1月20日  | 踏浪而上2020新浪影视综艺盛典                | 年度综艺《少年ON FIRE》                  |       |
| 2021年  | 1月20日  | 踏浪而上2020新浪影视综艺盛典                | 年度综艺音樂《劍雨江湖》                 |       |
| 2021年  | 2月28日  | 2020微博之夜                                | 年度人气團體                             |       |
| 2021年  | 3月31日  | 新浪音乐                                    | 2021年度十大mv《小小孩》                 | [ 5 ] |
| 2021年  | 11月17日 | 第28屆东方风云榜音樂盛典                    | 最佳组合                                 |       |
| 2021年  | 11月17日 | 第28屆东方风云榜音樂盛典                    | 十大金曲《要你管》                       |       |
| 2021年  | 12月11日 | 第三屆腾讯音乐娱乐盛典                      | 年度最佳团体                             |       |
| 2021年  | 12月11日 | 第三屆腾讯音乐娱乐盛典                      | 年度十大金曲《要你管》                   |       |
| 2022年  | 1月27日  | 2021微博之夜                                | 年度人氣音樂作品《小小孩》               |       |
| 2022年  | 11月25日 | 第29届东方风云榜音乐盛典                    | 最佳组合                                 |       |
| 2022年  | 11月25日 | 第29届东方风云榜音乐盛典                    | 亚洲人气组合                             |       |
| 2022年  | 11月25日 | 第29届东方风云榜音乐盛典                    | 十大金曲《哪吒》                         |       |
| 2022年  | 12月26日 | 新浪音乐                                    | 2022年度十大歌曲《百忧戒》               | [ 6 ] |
| 2022年  | 12月28日 | 2022微博音乐盛典                            | 年度推荐歌曲《渐暖》                     |       |
| 2023 年 | 1月17日  | 2022百度沸点元宇宙之夜                      | 沸点年度影响力团体                       |       |
| 2023 年 | 1月18日  | 2022微博音乐盛典                            | 年度最佳组合                             |       |
| 2023 年 | 3月18日  | 新浪音乐                                    | 2022年度十大MV《哭泣的游戏》             | [ 7 ] |
| 2023 年 | 3月25日  | 2022微博之夜                                | 微博年度影响力组合                       |       |
| 2023 年 | 5月15日  | 第30届东方风云棒！音乐盛典                  | 2022年第四季度全国听众选择金曲《百忧戒》 |       |
| 2023 年 | 7月9日   | 第四屆腾讯音乐娱乐盛典                      | 年度最具影响力华语团体                   |       |
| 2023 年 | 7月9日   | 第四屆腾讯音乐娱乐盛典                      | 年度十大金曲《绝配》                     |       |
| 2023 年 | 8月26日  | 第30届东方风云榜音乐盛典                    | 亚洲人气组合                             | [ 8 ] |
| 2023 年 | 8月26日  | 第30届东方风云榜音乐盛典                    | 最佳组合                                 | [ 8 ] |
| 2023 年 | 8月26日  | 第30届东方风云榜音乐盛典                    | 十大金曲《百忧戒》                       | [ 8 ] |
| 2023 年 | 9月20日  | 2023微博音乐盛典                            | 年度推荐歌曲《背对地球奔跑》             |       |
| 2023 年 | 9月20日  | 2023微博音乐盛典                            | 年度推荐歌手                             |       |
| 2023 年 | 9月26日  | 2023微博音乐盛典                            | 年度影响力组合                           |       |
| 2023 年 | 12月17日 | 騰訊視頻星光大賞                            | 年度组合                                 |       |
| 2024年  | 1月13日  | 2023微博之夜                                | 微博年度影响力组合                       |       |
| 2024年  | 8月26日  | 第31届东方风云榜音乐盛典                    | 最佳组合                                 |       |
| 2024年  | 8月26日  | 第31届东方风云榜音乐盛典                    | 亚洲杰出组合                             |       |
| 2024年  | 8月26日  | 第31届东方风云榜音乐盛典                    | 十大金曲《楼外楼》                       |       |
| 2024年  | 9月25日  | 第二届腾讯音乐娱乐盛典                      | 年度潛力組合                             |       |
| 2025年  | 1月5日   | 2024美好中国新歌会·腾讯音乐榜样年度荣誉之夜 | 腾讯音乐榜年度组合                       |       |
| 2025年  | 1月11日  | 2024微博之夜                                | 微博年度影响力组合                       |       |

## 外部連結
官方帳號
- 時代少年團的新浪微博
- 時代少年團的哔哩哔哩个人空间
- 时代少年团的抖音账号
- 时代少年团的小红书账号
- 时代少年团的快手账号
- YouTube上的時代少年團頻道
- 時代少年團的Instagram帳戶